# Granate (Heraldik)
Die Granate ist als gemeine Figur in der Heraldik spät in die Wappen gekommen.

Drei Granaten im Wappen der finnischen Gemeinde Puumala

Dargestellt wird eine brennende Kugel, aus der die Flammen oben aus einem kurzen Ansatz empor züngeln. Die Beliebtheit hat diese Munition erst im 18. und 19. Jahrhundert erfahren und den Eingang in die Heraldik gefunden. Die Darstellung erfolgt als Einzelstück in Schwarz mit Flammen – wie im Wappen von Ittigen (hier aber eine Wurfbombe) – oder als gestapelter Haufen in Form einer Pyramide.
Einen Unterschied macht der Heraldiker zur Zündgranate, die an beiden Seiten brennend dargestellt wird. Brennt diese an vier Seiten, wird das als platzend beschrieben. Ein Beispiel ist dafür das Wappen der Familie von Ruden aus Schweden. Es steht auch für die Verbreitung der Zündgranate in der russischen und schwedischen Heraldik.